# کری هیلی
کری هیلی (انگلیسی: Kerry Healey؛ زادهٔ ۳۰ آوریل ۱۹۶۰) سیاست‌مدار اهل ایالات متحده آمریکا است. رئیس کالج بابسون است. او هفتادمین (معاون فرماندار ماساچوست) از سال ۲۰۰۳ تا ۲۰۰۷ تحت ریاست میت رامنی فرماندار ماساچوست بود. او به عنوان مشاور ویژه در ستاد مبارزاتی ریاست‌جمهوری رامنی خدمت کرد. هیلی همچنین به عنوان رئیس کمیته زنان حزب جمهوریخواه در ماساچوست خدمت کرد و به عنوان اعضای هیئت امنا در موسسات خیریه و سازمان‌های سیاسی متعددی فعالیت دارد. او عضو حزب جمهوری‌خواه (ایالات متحده آمریکا) و نامزد جمهوری‌خواه در انتخابات فرمانداری ماساچوست، در سال ۲۰۰۶ بود.

## زندگی‌نامه
مورفی در ۳۰ آوریل ۱۹۶۰ در اوماها، نبراسکا به دنیا آمد. او در دیتونا بیچ، فلوریدا، تنها فرزند شرلی و ادوارد مورفی بود (۲۰۰۵–۱۹۱۹) بزرگ شد. پدرش در جنگ جهانی دوم شرکت داشت و پس از ۲۷ سال که به عنوان نیروی ذخیره ارتش ایالات‌متحده بود بازنشسته شد. او همچنین به عنوان مشاور املاک معاملاتی مسکونی کار می‌کرد. مادرش معلم ابتدایی مدرسه بود. هنگامی که هیلی ۱۵ ساله بود، پدرش براثر یک حمله قلبی شدید دیگر نتوانست بقیه عمرش به ادامه کار بپردازد. همین امر باعث وارد آمدن فشار مالی بر روی خانواده شد و فرصتی برای هیلی بود تا برای امرار معاش و کمک به خانواده‌اش دنبال فراهم کردن فرصت شغلی برود. در سراسر دوران دبیرستان، او در یک مغازه سوغاتی فروشی در ساحل دیتونا بیچ، فلوریدا کار می‌کرد. هنگامی که ۱۶ سال داشت، هیلی در کالج دیتونا بیچ ثبت‌نام کرد و در رشته کامپیوتر به ادامه تحصیل پرداخت. سپس به راه اندازی نشریه دیتونا بیچ کمک کرد تا به یکی از اولین روزنامه‌های دیتونا بیچ تبدیل شود و به جای پردازش ماشینی از کامپیوتر استفاده کند. در کنار کار، هیلی در تلاش بود تا برای کمک به خانواده و پس‌انداز پول برای ادامه تحصیل در کالج، به عنوان رئیس شورای دانشجویی در دبیرستان سایبریز خدمت کند. بعد از دبیرستان، هیلی با یک کمک هزینه قابل توجه و یک بورسیه تحصیلی به دانشگاه هاروارد رفت. در آنجا هیلی در موضع دبیر به عضویت باشگاه جمهوریخواهان هاروارد پیوست و شش نمایش را روی اکران برد. او در سال ۱۹۸۲ از دانشگاه هاروارد در رشته دولت فارغ‌التحصیل شد. سپس، یک بورسیه روتاری بین‌الملل دریافت کرد و از طریق آن از کالج ترینیتی در دوبلین در سال ۱۹۹۱ دکترای علوم سیاسی و حقوق را دریافت کرد. هیلی حین تحصیل در دوبلین در سال ۱۹۸۵، با شان همکار خود در دانشگاه هاروارد ازدواج کرد. پس از اتمام تحصیلاتش در کالج ترینیتی در سال ۱۹۸۵ به عنوان محقق مهمان در برنامه مطالعات حقوقی بین‌المللی و تطبیقی در دانشکده حقوق هاروارد حضور دارد.